# Thalassoma hardwicke
Espèce
Statut de conservation UICN

 LC  : Préoccupation mineure
Thalassoma hardwicke, appelé Girelle paon de Hardwicke à Maurice ou  Girelle taches d'encre aux Maldives, est une girelle, nom désignant des poissons osseux de petite taille de la famille des Labridae.